# Résolution 2728 du Conseil de sécurité des Nations unies
Membres permanents
- Chine
- États-Unis
- France
- Royaume-Uni
- Russie

Membres non permanents
Résolution no 2727 Résolution no 2729
La résolution 2728 du Conseil de sécurité des Nations unies, adoptée le 25 mars 2024, appelle à un cessez-le-feu immédiat de la guerre à Gaza pendant le mois de Ramadan, menant à un cessez-le-feu durable. La résolution a été approuvée par 14 des 15 membres, les États-Unis s'étant abstenus.

## Contexte et procédures
La résolution 2728 a été proposée par les dix membres non permanents du Conseil de sécurité des Nations unies (le E-10). Cette résolution fait suite au veto opposé par la Chine et la Russie à un projet de résolution proposé le 22 mars 2024 par les États-Unis concernant déjà un cessez-le-feu à Gaza.
Un amendement, introduit par la Russie et demandant la réinsertion du mot « permanent », n'a pas été adopté ; recevant 3 votes favorables, 1 vote contre et 11 abstentions.

Le Premier ministre israélien aurait déclaré, par l'intermédiaire de son bureau :

« À la lumière du changement de position américaine, le Premier ministre Netanyahu a décidé que la délégation ne partirait pas »

 relativement au départ programmé d'une délégation israélienne pour les États-Unis.

## Contenu
Cette résolution exige un cessez-le-feu immédiat pour le mois du ramadan, devant mener à un cessez-le-feu durable, ainsi que la libération immédiate et inconditionnelle de tous les otages, la garantie d’un accès humanitaire pour répondre à leurs besoins médicaux et autres besoins humanitaires, enfin, que les parties respectent les obligations que leur impose le droit international à l’égard de toutes les personnes qu’elles détiennent. D'autre part, elle Insiste sur la nécessité urgente d’étendre l’acheminement de l’aide humanitaire aux civils et de renforcer leur protection dans l'ensemble de la bande de Gaza, ainsi que la levée de toutes les entraves à la fourniture d’une aide humanitaire à grande échelle.